# Lina Lossen
Lina Lossen, gebürtig Caroline Elisabeth Lossen (* 7. Oktober 1878 in Dresden; † 30. Januar 1959 in Berlin), war eine deutsche Schauspielerin.

## Leben
Nach ihrer Schauspielausbildung durch Wilhelm Schneider in München gab sie ihr Debüt 1898 am Stadttheater von Düsseldorf, wo sie unter anderem die „Jungfrau von Orleans“ spielte. Engagements in Karlsruhe (1899–1902), Chemnitz (1902/03), Köln (1903–1905) und am Hoftheater München (1905–1910) schlossen sich an.

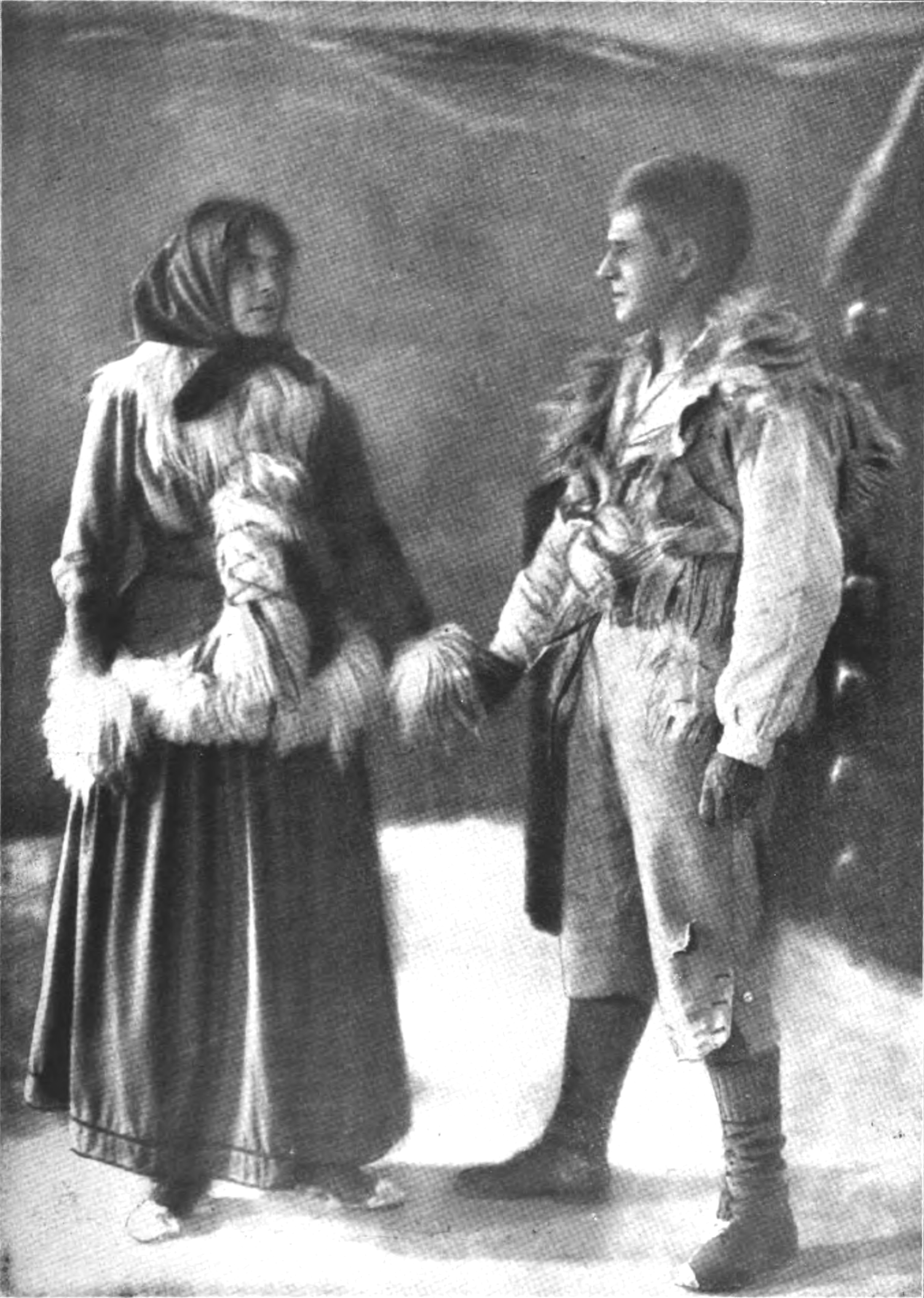
Lina Lossen und Friedrich Kayssler als Solvejg und Peer Gynt im Jahr 1913. Aufführung im Lessingtheater (Berlin). Foto: Becker und Maass

1910 holte sie Otto Brahm an das Lessingtheater in Berlin. Dort spielte sie Anna Mahr in Gerhart Hauptmanns Einsame Menschen und die Titelfigur in Ibsens Die Frau vom Meer. Unter der Intendanz und Regie von Victor Barnowsky verkörperte sie Solveig in Peer Gynt, die Titelfigur in Iphigenie auf Tauris, die Dame in August Strindbergs Nach Damaskus und 1915 zur Eröffnung des Deutschen Künstlertheaters Klärchen in Egmont.
Von 1922 bis 1945 gehörte sie dem Staatstheater Berlin an. Wichtige Rollen waren Hortense in Grabbes Napoleon oder die hundert Tage (1922), die Titelfigur in Shaws Candida (1923), Herzogin von Friedland in Wallenstein (1924), Olga in der deutschen Erstaufführung von Drei Schwestern (1926, neben Lucie Höflich und Lucie Mannheim), Mariamne in Hebbels Herodes und Mariamne (1926), Regentin in Egmont (1928) und Frau Alving in Gespenster (1928). Lossen stand 1944 in der Gottbegnadeten-Liste des Reichsministeriums für Volksaufklärung und Propaganda.
Nach dem Krieg gab Lossen nur noch Gastspiele. Ihre Filmkarriere begann sie als Solveig in einer Adaption von Peer Gynt. Später stand sie hin und wieder als Nebendarstellerin vor der Kamera, zum Beispiel als Zuchthausvorsteherin in dem Zarah-Leander-Film Zu neuen Ufern.
Ihre Onkel väterlicherseits waren der Geologe Karl August Lossen und der Chemiker Wilhelm Lossen.

## Filmografie
- 1918: Peer Gynt (zwei Teile)
- 1920: Der verbotene Weg
- 1920: Eines großen Mannes Liebe
- 1921: Die im Schatten gehen
- 1921: Fräulein Julie
- 1923: Der Herzog von Aleria
- 1923: Der Mann mit der eisernen Maske
- 1925: Finale der Liebe
- 1925: Tragödie
- 1927: Der Kampf des Donald Westhof
- 1937: Serenade
- 1937: Zu neuen Ufern
- 1939: Die fremde Frau
- 1939: Der Vierte kommt nicht
- 1941: Friedemann Bach
- 1943: Immensee
- 1945: Das Leben geht weiter

## Theater
- 1946: Jean Anouilh: Der Reisende ohne Gepäck (Charles Mutter) – Regie: Hans-Robert Bortfeldt (Deutsches Theater Berlin – Kammerspiele)
- 1948: Alexander Ostrowski: Wölfe und Schafe – Regie: Ernst Legal (Deutsches Theater Berlin)